# اس‌اس سوویک
اس‌اس سوویک (به انگلیسی: SS Suevic) یک کشتی بود که طول آن ۵۶۵ فوت (۱۷۲ متر) بود. این کشتی در سال ۱۹۰۰ ساخته شد.